# ليديا لوسي
ليديا لوسي (بالإنجليزية: Lydia Lucy)‏ هي مغنية بريطانية، ولدت في 9 يوليو 1993 في رومفورد في المملكة المتحدة.